# Международная федерация киноархивов
Международная федерация киноархивов, дословный перевод французской аббревиатуры — ФИАФ (фр. Fédération internationale des archives du film, FIAF) — была основана в Париже в 1938 году Французской синематекой, Киноархивом Рейха (Берлин), Британским киноинститутом (Лондон) и Музеем современного искусства (Нью-Йорк).
ФИАФ объединяет ведущие мировые институции в области видео- и кино-наследия. Члены федерации описывают себя как «защитников форм искусства двадцатого века». Они отвечают за поиск, сбор, хранение и просмотр кино и видео, которые в равной степени ценятся как произведения искусства и как исторические свидетельства. По состоянию на конец 2020 года членами федерации являются 92 культурные институции из разных стран мира, а ещё 80 организаций сотрудничают с ФИАФ на правах ассоциированных партнёров

## Деятельность
Большая часть работы ФИАФ — это активное сотрудничество участников на проектах с обоюдным интересом — например, тщательное восстановление определенного фильма или составление национальной или международной фильмографии. Самая заметная деятельность федерации — проведение ежегодной конференции, публикации и работа экспертных комиссий. Ежегодная конференция ФИАФ проходит в разных странах. Конференция объединяет Генеральную Ассамблею, на которой осуществляется формальная деятельность федерации, с программой симпозиумов и семинаров по техническим и правовым аспектам архивной работы, а также по различным аспектам истории кино и культуры.
Экспертные комиссии представляют собой группы отдельных специалистов из архивов, связанных с федерацией, которые регулярно проводят совещания для осуществления программ по разработке и поддержанию стандартов как на теоретическом, так и на практическом уровне. У ФИАФ три экспертные комиссии: Комиссия по каталогизации и документации, Комиссия по техническим аспектам и Комиссия по программированию и доступу к коллекциям.

## Участие постсоветских стран
На январь 2024 года в качестве полноценных участников задействованы двое стран бывшего СССР: Россия и Украина.
От России:
- Госфильмфонд России — правописание согласно официальному названию на сайте FIAF — (располагается в Подмосковье по адресу г. Домодедово, проспект Госфильмфонда, 8. Ранее располагался в Белых Столбах, микрорайоне Домодедово). Полноправный участник начиная с 1957 года. Парижский конгресс был готов принять его в состав, как представителя от СССР, начиная с 1946 года.

От Украины:
- Национальный центр Олександра Довженко — правописание согласно официальному названию на сайте FIAF — (располагается в Киеве по адресу Васильковская ул., 1). Ассоциированный член с 2003, полноправный участник начиная с 2006 года.

В качестве ассоциированных членов также участвуют Грузия, Армения и Азербайджан.
- Грузия: Национальный архив Грузии — Центральный архив аудиовизуальных документов (CAAD) — с 2009 года
- Армения: Национальный киноцентр Армении — Департамент кино-наследия — с 2022
- Азербайджан: Государственный фонд кино Азербайджана — с 1999 (как временный член), с 2001 (как полноценный участник), с 2006 (как ассоциированный член)